# Alain Souchère
Pour les articles homonymes, voir Souchère.
Alain Souchère, né le 17 avril 1931 à Neuilly-sur-Seine et mort le 2 mars 2018 à Meaux  , est un comédien, metteur en scène et professeur français.
Il est connu notamment pour ses apparitions dans Au théâtre ce soir.

## Biographie
De 1960 à 1990 il est professeur au conservatoire national de Créteil et depuis 1980, il est formateur en rhétorique auprès des avocats du barreau de Paris et de personnalités du monde et de la politique.
Il dirige la compagnie du Théâtre de recherche et d'animation de Créteil, créée en octobre 1981 dans le quartier du Mont-Mesly à Créteil, afin d'accueillir de jeunes comédiens issus du Conservatoire national de la ville. Guy Attia lui succèdera à la tête du TRAC.

## Formation
- École nationale supérieure des arts et techniques du théâtre (Centre de la rue Blanche), promotion de 1958[4]
- Conservatoire national supérieur d'art dramatique, promotion de 1959, classe de Henri Rollan[5]

## Théâtre

### Comédien
- 1957 : Les Misérables, de Paul Achard, mise en scène Jean Meyer, Théâtre de l'Odéon[6]
- 1958 : La veuve rusée, de Carlo Goldoni, mise en scène Maurice Guillaud, Théâtre Fontaine[7],[8]
- 1959 : La petite Molière, de Jean Anouilh et Roland Laudenbach, mise en scène Jean-Louis Barrault, Théâtre de l'Odéon[9],[10]
- 1960 : Knock ou le Triomphe de la médecine, de Jules Romains, mise en scène Henri Rollan, Théâtre Hébertot[11],[12]
- 1961 : La nuit du 9 mars, de Roger Féral, mise en scène Henri Soubeyran, Théâtre des Ambassadeurs[13]
- 1962 : Trente secondes d'amour, d'Aldo De Benedetti, mise en scène de Jacques Charon, Théâtre Michel[14],[15]
- 1964 : Édouard, mon fils, de Noel Langley et Robert Morley, mise en scène Marucie Guillaud, Théâtre Montansier puis Théâtre Montparnasse[16],[17]
- 1965 : Les Plaideurs, de Jean Racine, mise en scène Jacques Marillier, Théâtre Montparnasse[18]
- 1965 : Les Précieuses ridicules, de Molière, mise en scène Jean-Pierre Martino, Théâtre Montparnasse[19]
- 1965 : Madame Fantôme, de Daniel Ceccaldi, mise en scène Jacques Rosny, Palais Saint Vaast[20]
- 1968 : Les Joyeuses Commères de Windsor, de William Shakespeare, mise en scène Guy Lauzin, Casino Théâtre Barrière[21]
- 1968 : Les Hussards, de Pierre-Aristide Bréal, mise en scène Jacques Fabbri, Théâtre de Paris[22]
- 1969 : La Lune heureuse, de Peter Scott, mise en scène de Jean Meyer, Les Célestins puis Théâtre Sorano[23]
- 1970 : Un chapeau de paille d'Italie
- 1970 : La Dévotion à la croix, de Pedro Calderón de la Barca, mise en scène Henri Doublier, Festival des jeux du théâtre de Sarlat[24]
- 1971 : La Soupière, de Robert Lamoureux, mise en scène Robert Lamoureux et Francis Joffo, Théâtre Édouard VII[25],[26]
- 1972 : Le Plaisir conjugal, de Albert Husson, mise en scène Robert Manuel, Théâtre antique de Lyon (Festival de Lyon) puis Théâtre de la Madeleine[27]
- 1973 : Madame Sans Gêne, de Victorien Sardou et Émile Moreau, mise en scène Michel Roux, Théâtre de Paris[28],[29]
- 1973 : Sainte Jeanne[30]
- 1976 : Volpone, d'après Ben Jonson, de Jules Romains et Stefan Zweig, mise en scène Jean Meyer, Théâtre antique de Lyon (Festival de Lyon)[31]

### Metteur en scène
- 1966 : Le Médecin malgré lui, de Molière, Espace Marais[32]
- 1980 : Pas vous? moi si!, Bistro Beaubourg[33]

## Filmographie

### Cinéma
- 1970 : Les Six Jours de Arlen Papazian : le vendeur[34]

### Télévision
- 1972 : Schulmeister, l'espion de l'empereur, épisode : Schulmeister contre Schulmeister : Thalberg[35]
- 1972 : Les Évasions célèbres : épisode l'esclave gaulois : Berthold
- 1973 : Chronique villageoise : un journaliste[36]

### Au théâtre ce soir
- 1968 : Les Compagnons de la Marjolaine de Marcel Achard, mise en scène Robert Manuel, réalisation Pierre Sabbagh, Théâtre Marigny[37]
- 1968 : Les Hussards, mise en scène Jacques Fabbri, réalisation Pierre Sabbagh, Théâtre Marigny[38],[39]
- 1970 : Les Joyeuses Commères de Windsor, mise en scène Jacques Fabbri, réalisation Pierre Sabbagh, Théâtre Marigny[40]
- 1970 : L'amour vient en jouant, mise en scène Michel Roux, réalisation Pierre Sabbagh, Théâtre Marigny[41],[42]
- 1971 : La Pèlerine écossaise, mise en scène Robert Manuel, réalisation Pierre Sabbagh, Théâtre Marigny[43]
- 1972 : Lysistrata, mise en scène Robert Manuel, réalisation Georges Folgoas, Théâtre Marigny[44]
- 1973 : Madame Sans Gêne, de Victorien Sardou et Émile Moreau, mise en scène Michel Roux, Théâtre de Paris
- 1974 : Édouard, mon fils, mise en scène Jacques Ardouin, réalisation Georges Folgoas, Théâtre Marigny[45]
- 1974 : Madame Sans Gêne, mise en scène Michel Roux, réalisation Georges Folgoas, Théâtre Marigny[46]

## Doublage

### Cinéma

#### Films
- 1964 : La flotte se mouille : Henry Le Clerc (George Kennedy)